# O inimigo do meu inimigo é meu amigo
O provérbio "o inimigo do meu inimigo é meu amigo" sugere que duas partes podem ou devem trabalhar em conjunto contra um oponente em comum. Apesar de muitas vezes descrito como um ditado árabe, não há nenhuma evidência de tal origem. O registro mais antigo dessa frase foi encontrado em sânscrito, em um tratado sobre a arte de governar do século IV AC. Na língua inglesa, o primeiro registro data de 1884.
Em português, o registro também pode ser observado da seguinte forma: os inimigos dos meus inimigos são meus amigos.

## Na política
O provérbio é muito associado à política e a negociações feitas para que um grupo se sobreponha sobre o outro.

## Na guerra
Um exemplo clássico do uso da frase "o inimigo do meu inimigo é meu amigo" vem da Segunda Guerra Mundial. Inimigos declarados, as potências capitalistas como os Estados Unidos e o Reino Unido se uniram à União Soviética para enfrentar os nazistas. Stalin aliou-se a Roosevelt e a Churchill para ambos derrotarem um inimigo em comum, a Alemanha liderada pelo ditador Adolf Hitler.